# Ensayo de un crimen
 Ensayo d'un crimen és una pel·lícula de Luis Buñuel Portolés, estrenada el 1955.

## La pel·lícula
Un home disposa, gràcies a una capsa de música màgica, del poder de fer morir les dones simplement desitjant la seva mort: si imagina degollar, afusellar o escanyar la seva víctima, aquesta mor efectivament degollada, afusellada o escanyada alguns instants més tard.
D'una factura ja una mica passada de moda per a l'època, "Ensayo d'un crimen" és una pel·lícula manllevada, interpretació una mica quallada, realització comuna i sense imaginació; i potser basant-se en l'atmosfera molt encotillada del mitjà que descriu, la bona societat mexicana dels anys 50. Per la seva forma, fa pensar en l'estil que tenien les pel·lícules europees vint anys abans. És tanmateix préstec del perfum de sobrenaturalisme que és la marca de la majoria de les obres de Buñuel.

## Argument
Archibald de la Cruz, en una cambra d'hospital, conta la seva infantesa a una infermera. Som llavors a l'època de la revolució. La seva infermera li explica que la seva capsa de música pertanyia a un rei que tenia el poder de matar qualsevol, posant-la en marxa. El petit Archibald ho vol verificar. Posa en marxa el mecanisme de la capsa i la infermera rep una pilota al coll i mor. La monja es nega a sentir-ne més. Archibald li diu que la matarà i treu una navalla d'afaitar.
Fuig i es mata caient a la caixa de l'ascensor. Archibald va llavors a un magistrat per acusar-se del crim i li fa el relat de la seva existència. Un dia, ja adult, veu una jove que està a punt de comprar la capsa de música de la seva infantesa amb un joier. Aconsegueix recomprar-la. Tornant a casa, es talla a la cara afaitant-se. La vista de la sang li recorda de seguida la mort de la seva infermera i té una imperiosa necessitat de matar. El mateix vespre, observa una parella que coneix en una sala de jocs. L'home i la dona discuteixen. Ella marxa sola i té un accident de cotxe sense gravetat. Archibald proposa acompanyar-la, però passa per casa per agafar una navalla d'afaitar. Una vegada a la casa de la dona, prepara el seu crim. Però el marit torna i es reconcilia amb la seva esposa.
Contrariat, Archibald se'n va. L'endemà al matí, s'entera que la parella de la vetlla ha discutit de nou i que la dona s'ha suïcidat tallant-se el coll. Més tard, en un cabaret a la moda, troba la dona que havia estat a punt de comprar la seva capsa de música i intenta seduir-la. Archibald va al lloc de la cita que li ha fixat i comprova que la jove no és allà més que sota la forma d'un maniquí de cera. Assabentant-se que posa regularment per a la confecció d'aquests maniquins, va al taller de cera, la veu i la convida a casa seva.
Ella arriba i descobreix que ha comprat el seu maniquí. Ignora que té el propòsit de matar-la, després d'incinerar-la al seu forn a ceràmica. Archibald es prepara per passar a l'acció, però la jove s'ha burlat d'ell. Ha donat cita a la casa a un grup de turistes dels quals s'encarrega. Boig de ràbia, Archibald crema el maniquí. Després es decideix a casar-se amb una jove, Carlotta, per tal de curar-se de les seves obsessions. Descobrint que té un amant, es prepara per assassinar la dona en la nit de noces.
No té temps. És morta pels trets de revòlver del seu amant. Archibald té una depressió ansiosa. Es troba l'hospital, on la monja ha mort per la seva culpa. El magistrat, després d'haver escoltat aquestes confessions, declara que no es pot detenir tota la gent que té ganes de matar algú, si no la meitat de la humanitat seria a la presó. Deixa marxar Archibald, que llançarà la capsa de música en un estany. Archibald comprova llavors que és incapaç matar un insecte i troba la dona de la qual ha cremat el doble en cera. Marxen tots dos, agafats del braç.

## Repartiment
- Ernesto Alonso: Archibald de la Cruz
- Miroslava Stern: Lavinia
- Rita Macedo: Patricia Terrazas
- Ariadna Welter: Carlota Cervantes
- Eva Calvo: la mare d'Archibald
- Enrique Díaz: el pare d'Archibald
- Carlos Riquelme: el comissari
- Chabela Durán: Germana Trinidad

## Metàfores i significacions amagades
Ensayo d'un crimen  és una pel·lícula d'entomòleg. Luis Buñuel observa el seu obsés amb una precisió científica i descriu cada fase de la neurosi d'aquest últim, la pel·lícula sencera evolucionant segons un procés quasi mecànic d'una gran sofisticació.
Aquesta obra que escruta la pulsió d'homicidi d'un home és també una reflexió càustica sobre la impotència sexual i una sàtira feroç de la gran burgesia mexicana. D'altra banda, darrere cada víctima s'amaga un emblema fàcilment identificable: la infermera (l'educació), la monja (la religió), la dona rica i desocupada (la burgesia) i la falsa verge que busca un bon matrimoni (la hipocresia). Només la dona que treballa per subvenir a les seves necessitats, i assegura així la seva independència, pot eludir aquest joc de massacre. Treballa amb el seu esperit (guia per a turistes) i el seu cos (model per a maniquins de cera). Sap posar en escena les situacions i fa prova d'una certa llibertat sexual.
Darrere  Ensayo d'un crimen  és enunciada una celebració de la llibertat individual, del qual Buñuel sembla dir-nos que no és accessible més que a la condició prèvia de saber on comença el somni i on acaba la realitat. El problema d'Archibald, els desigs d'homicidi del qual no són més que criaturades, ignora l'existència d'aquesta frontera.
 Ensayo d'un crimen és la més surrealista de les pel·lícules de Luis Buñuel des de L'âge d'or; encara que aquest surrealisme resideixi més en l'esperit que en la forma. En efecte, aquesta última és d'una sobrietat que limita amb la banalitat, cosa que ofereix un estrany contrapunt a la demència i a les manies de l'heroi.